# Barchovice
Barchovice település Csehországban, a Kolíni járásban. Barchovice Úžice, Vlkančice, Nučice, Oleška, Výžerky, Horní Kruty, Malotice és Zásmuky településekkel határos. Lakosainak száma 267 fő (2024. január 1.).

## Népesség
A település lakosságának változását az alábbi diagram mutatja:
| Lakosok száma | 850  | 885  | 824  | 398  | 260  | 190  | 209  | 241  | 253  | 267  |
|               | 1869 | 1900 | 1921 | 1961 | 1980 | 2011 | 2016 | 2019 | 2021 | 2024 |